# Blake Hall (London Underground)

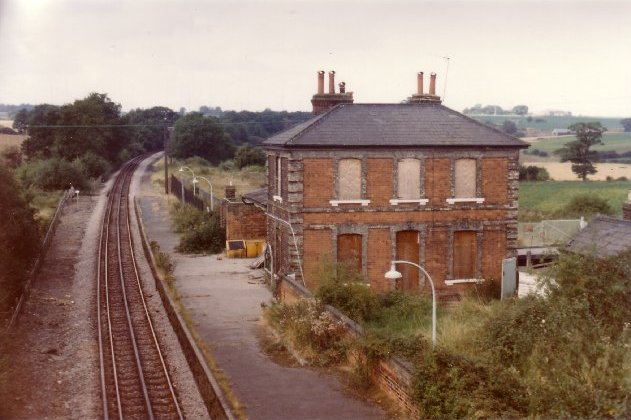
Ehemaliges Stationsgebäude 1985

Blake Hall ist eine geschlossene Station der London Underground an der Central Line östlich von Epping. Sie war von 1865 bis 1981 in Betrieb und liegt beim Weiler Greensted in dem zu Essex gehörenden Distrikt Epping Forest. Benannt war sie nach der Blake Hall, dem repräsentativen Wohnsitz lokaler Großgrundbesitzer.

## Geschichte
Die Station wurde am 24. April 1865 durch die Great Eastern Railway (GER) eröffnet, als Teil des neuen Streckenabschnitts zwischen Loughton und Ongar. Ihren Bau hatte der Landbesitzer als Gegenleistung für die Führung der Strecke über sein Grundstück durchgesetzt. Sie diente zunächst hauptsächlich als Güterverladestelle, um Produkte der umliegenden landwirtschaftlichen Betriebe nach London zu transportieren.
Ab 1923 war die Strecke im Besitz der London and North Eastern Railway (LNER). Die eingleisig ausgeführte Strecke wurde östlich von Epping ab 25. September 1949 als Teil der Central Line von Dampfpendelzügen der British Rail im Auftrag von London Underground befahren. Am 18. November 1957 war auch hier die Elektrifizierung abgeschlossen. Der Abschnitt nach Ongar war jedoch stets wenig frequentiert. Es verkehrten lediglich Pendelzüge mit zwei oder drei Wagen, die Fahrgäste mussten in Epping umsteigen. Dass die regulären U-Bahn-Züge nicht die gesamte Strecke befuhren, hing auch damit zusammen, dass die Stromversorgung auf dem Abschnitt Epping–Ongar dafür nicht ausreichend war.
Blake Hall war die mit Abstand am geringsten genutzte Station des Underground-Netzes: Im Durchschnitt wurde sie pro Tag von nur gerade sechs Fahrgästen frequentiert. Seit Beginn der 1980er Jahre fuhren die Züge nur noch während der Hauptverkehrszeit, da der Greater London Council die Subventionen für außerhalb ihres Einflussgebietes liegende Abschnitte gestrichen hatte. Die Station wurde am 31. Oktober 1981 geschlossen, der zu unrentabel gewordene Streckenabschnitt am 30. September 1994 stillgelegt. Seit dem 10. Oktober 2004 führt die Epping Ongar Railway an Wochenenden einen Museumsbahnbetrieb. Die Züge halten jedoch nicht in Blake Hall, da die Station mittlerweile ein reines Wohnhaus ist. Darüber hinaus steht die Station seit 1984 unter Denkmalschutz (Grade II). Mittlerweile wurden jedoch die Bahnsteige wiederaufgebaut und auch ein Roundel der London Underground aufgestellt.